# Asclepias welshii
Asclepias welshii är en oleanderväxtart som beskrevs av Noel Herman Holmgren och P.K. Holmgren. Asclepias welshii ingår i släktet sidenörter, och familjen oleanderväxter. Inga underarter finns listade i Catalogue of Life.